# Omar El Kaddouri
Omar El Kaddouri (né le 21 août 1990 à Schaerbeek (Bruxelles) en Belgique est un footballeur international marocain, jouant au poste de milieu de terrain au CFR Cluj.

## Biographie

### Début de carrière

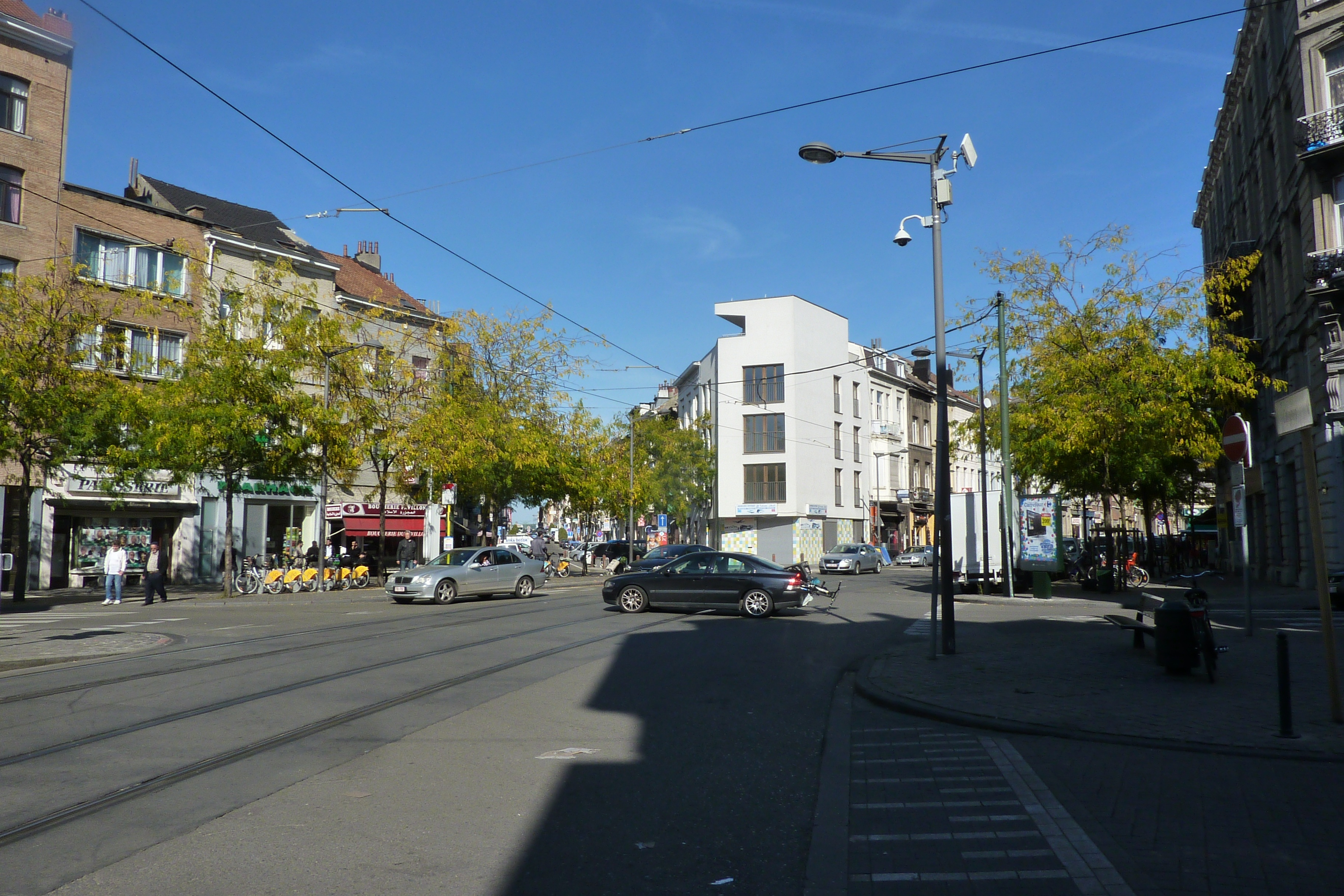
Place Pavillon, endroit où a grandi Omar El Kaddouri

Né en Belgique dans la commune bruxelloise de Schaerbeek, le jeune Omar grandit dans le quartier de la Place Pavillon, en plein cœur de sa commune natale dans une famille nombreuse, de père et mère originaires d'Al Hoceïma au Maroc. Il commence tôt sa carrière dans le système de la jeunesse Anderlecht. Pendant le Tournoi de Viareggio en 2007, il est repéré par le club de football italien de Brescia Calcio qui le signe en 2008.
Il joue deux saisons avec l'équipe de jeunes de Brescia<. Il fait sa première apparition dans l'équipe première en tant que remplaçant contre Livourne le 30 mars 2009, alors qu'il a 18 ans. En raison d'un manque de temps de jeu avec l'équipe fanion, il est prêté à l'équipe de Sudtirol qui évolue en 3e division italienne avec laquelle il compte 32 apparitions, marquant au passage deux buts et faisant 10 passes décisifs.

### Club

#### Débuts à Brescia et prêt au Südtirol
Il fait ses premiers pas au sein du club d'Anderlecht, entre 2007 et 2008 avant de commencer sa carrière professionnelle au club de Brescia Calcio, en Série B d’Italie, en 2008. Il effectue son retour dans la formation de Brescia Calcio après son prêt à la formation FC Südtirol avec laquelle il joue de 2010 à 2011 en Championnat d'Italie Division 3.
À la suite d'un accord entre le joueur et le club de la Juventus de Turin, le club empêche le transfert d'El Kaddouri vers Turin.

#### Départ vers Naples et découverte de la Serie A
Le 24 août 2012, il signe officiellement un contrat avec SSC Naples en vertu d'un accord de copropriété pour 2 M € après avoir été longtemps courtisé par nombreuses équipes prestigieuses dont Arsenal, l'AC Milan et la Juventus avec laquelle des complications entre présidents et agents ont annulé le transfert.
Il a fait ses débuts officiellement avec les Napolitains, le 20 septembre comme titulaire dans un match de Ligue Europa contre AIK Solna; ses débuts en Serie A étaient le 2 décembre, dans un match à domicile contre Pescara. Il a recueilli 7 apparitions en Serie A, avec 14 au total tout au long de la saison.
Le 20 juin 2013 Napoli a acquis la seconde moitié de son contrat de Brescia Calcio. En 2016, il reçoit une offre de l'Atalanta Bergame mais le club napolitain refuse de lâcher l'international marocain.

#### Une nouvelle aventure avec le Torino

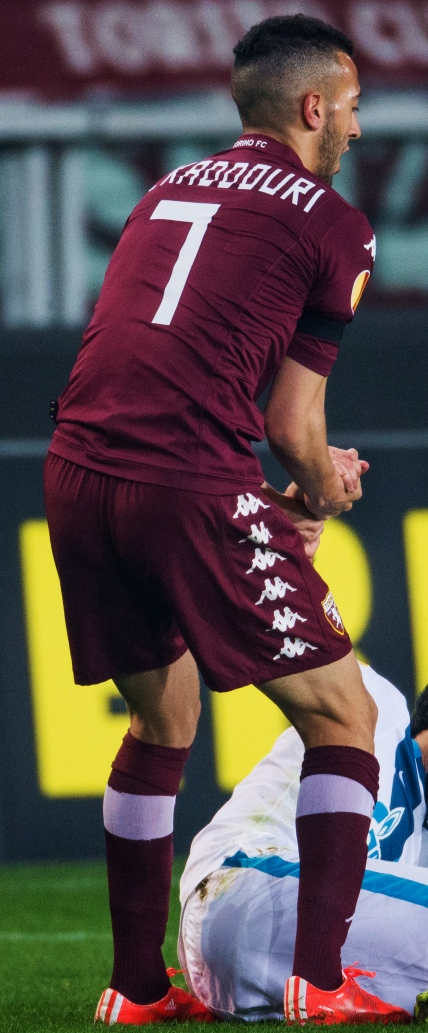
El Kaddouri en 2014.

Le 11 juillet 2013, il est prêté au Torino FC avec l'option de racheter le joueur en copropriété. Il fait ses débuts avec le Torino FC le 17 août dans le troisième tour de la Coupe d'Italie face à Pescara (défaite 2-1), en remplaçant Alexander Farnerud à la deuxième mi-temps. Le 24 novembre 2013, il marque ses deux premiers buts pour Torino FC et un doublé contre Catane (4-1). Le 17 février, il marque le dernier but d'une victoire 3-1 face à Hellas Vérone après avoir fourni deux passes. Pour sa première saison, est auteur de 5 buts et délivre 8 passes décisif en 29 apparitions.
À la fin de l'année, le Torino FC a décidé de lui acquérir en copropriété, mais SSC Naples a exercé le droit de le racheter à nouveau. Toutefois, le 1er juillet 2014, il est prêté pour une deuxième saison avec le Torino FC avec le droit de rachat.

### Sélection nationale

#### Entre le Maroc et la Belgique
En sélection, il a disputé cinq matchs avec la Belgique U-19 entre 2009 et 2010. Ses prestations avec Brescia Calcio lui ont valu une convocation avec la Belgique espoirs en novembre, lors d'une rencontre face à l'Angleterre, où il inscrit un but et délivre une passe décisive.

#### Choix final du Maroc
Au cours de l'année 2012, il envoie un fax à la fédération belge de football exprimant son désir de représenter son pays d'origine le Maroc et dit avoir réfléchi beaucoup avant de prendre cette décision. Dans l'attente de recevoir l'autorisation de la FIFA, il exprime son souhait de participer avec l'équipe olympique marocaine aux JO de Londres.
Le 15 juin 2012, il reçoit l'autorisation de la FIFA pour participer, avec la sélection olympique marocaine, aux Jeux olympiques de Londres. Quelques jours plus tard, il est présélectionné par Pim Verbeek en vue de cette compétition. Il joue son premier match avec l'équipe olympique marocaine lors des JO 2012 à Londres contre le Honduras (2-2). Le 14 août 2013, il honore sa première sélection avec l’équipe du Maroc lors d'un match amical face au Burkina Faso à Tanger. Il marque son premier but avec les Lionceaux face au Mozambique.

## Statistiques

### En club
| Saison                | Club                  | Championnat           | Championnat | Championnat | Championnat | Coupe(s) nationale(s) | Coupe(s) nationale(s) | Coupe(s) nationale(s) | Compétition(s) continentale(s) | Compétition(s) continentale(s) | Compétition(s) continentale(s) | Compétition(s) continentale(s) | Maroc | Maroc | Maroc | Total | Total | Total |
| Saison                | Club                  | Division              | M.          | B.          | P.d.        | M.                    | B.                    | P.d.                  | Comp.                          | M.                             | B.                             | P.d.                           | M.    | B.    | P.d.  | M.    | B.    | P.d.  |
| 2008-2009             | Brescia Calcio        | Serie B               | 1           | 0           | 0           | -                     | -                     | -                     | -                              | -                              | -                              | -                              | -     | -     | -     | 1     | 0     | 0     |
| 2009-2010             | Brescia Calcio        | Serie B               | -           | -           | -           | 2                     | 0                     | 0                     | -                              | -                              | -                              | -                              | -     | -     | -     | 2     | 0     | 0     |
| 2011-2012             | Brescia Calcio        | Serie B               | 38          | 7           | 6           | 2                     | 0                     | 0                     | -                              | -                              | -                              | -                              | -     | -     | -     | 40    | 7     | 6     |
| Sous-total            | Sous-total            | Sous-total            | 39          | 7           | 6           | 4                     | 0                     | 0                     | -                              | -                              | -                              | -                              | -     | -     | -     | 43    | 7     | 6     |
| 2010-2011             | FC Südtirol (prêt)    | Serie C               | 32          | 2           | 1           | -                     | -                     | -                     | -                              | -                              | -                              | -                              | -     | -     | -     | 32    | 2     | 1     |
| Sous-total            | Sous-total            | Sous-total            | 32          | 2           | 1           | -                     | -                     | -                     | -                              | -                              | -                              | -                              | -     | -     | -     | 32    | 2     | 1     |
| 2012-2013             | SSC Naples            | Serie A               | 7           | 0           | 1           | 1                     | 0                     | 0                     | C3                             | 4                              | 0                              | 0                              | -     | -     | -     | 12    | 0     | 1     |
| 2015-2016             | SSC Naples            | Serie A               | 20          | 1           | 2           | 1                     | 1                     | 1                     | C3                             | 5                              | 1                              | 5                              | 8     | 1     | 1     | 34    | 4     | 9     |
| Sous-total            | Sous-total            | Sous-total            | 27          | 1           | 3           | 2                     | 1                     | 1                     | -                              | 9                              | 1                              | 5                              | 8     | 1     | 1     | 46    | 4     | 10    |
| 2013-2014             | Torino FC (prêt)      | Serie A               | 29          | 5           | 8           | 1                     | 0                     | 0                     | -                              | -                              | -                              | -                              | 6     | 1     | 1     | 36    | 6     | 9     |
| 2014-2015             | Torino FC (prêt)      | Serie A               | 32          | 3           | 4           | 1                     | 0                     | 1                     | C3                             | 13                             | 1                              | 3                              | 7     | 3     | 5     | 53    | 7     | 13    |
| Sous-total            | Sous-total            | Sous-total            | 61          | 8           | 12          | 2                     | 0                     | 1                     | -                              | 13                             | 1                              | 3                              | 13    | 4     | 6     | 89    | 13    | 22    |
| Total sur la carrière | Total sur la carrière | Total sur la carrière | 153         | 18          | 20          | 8                     | 1                     | 2                     | -                              | 22                             | 2                              | 8                              | 21    | 5     | 7     | 204   | 26    | 37    |

### En sélection
| Matches internationaux d'Omar El Kaddouri | Matches internationaux d'Omar El Kaddouri | Matches internationaux d'Omar El Kaddouri                    | Matches internationaux d'Omar El Kaddouri | Matches internationaux d'Omar El Kaddouri | Matches internationaux d'Omar El Kaddouri | Matches internationaux d'Omar El Kaddouri | Matches internationaux d'Omar El Kaddouri |
| 0                                         | Date                                      | Lieu                                                         | Adversaire                                | Score                                     | Résultats                                 | Compétitions                              |                                           |
| ----------------------------------------- | ----------------------------------------- | ------------------------------------------------------------ | ----------------------------------------- | ----------------------------------------- | ----------------------------------------- | ----------------------------------------- | ----------------------------------------- |
| 1                                         | 14 août 2013                              | Stade Ibn Batouta, Tanger, Maroc                             | Burkina Faso                              | —                                         | 1-2                                       | Match amical                              |                                           |
| 2                                         | 7 septembre 2013                          | Stade Félix-Houphouët-Boigny, Abidjan, Côte d’Ivoire         | Côte d'Ivoire                             | —                                         | 1-1                                       | Éliminatoires Coupe du monde 2014         |                                           |
| 3                                         | 11 octobre 2013                           | Stade Adrar, Agadir, Maroc                                   | Afrique du Sud                            | —                                         | 1-1                                       | Match amical                              |                                           |
| 4                                         | 5 mars 2014                               | Grand Stade de Marrakech, Marrakech, Maroc                   | Gabon                                     | —                                         | 1-1                                       | Match amical                              |                                           |
| 5                                         | 23 mai 2014                               | Estádio de São Luís (en), Faro, Portugal                     | Mozambique                                | 1-0                                       | 4-0                                       | Match amical                              |                                           |
| 6                                         | 6 juin 2014                               | Stade Lokomotiv, Moscou, Russie                              | Russie                                    | —                                         | 2-0                                       | Match amical                              |                                           |
| 7                                         | 3 septembre 2014                          | Stade Mohammed-V, Casablanca, Maroc                          | Qatar                                     | —                                         | 0-0                                       | Match amical                              |                                           |
| 8                                         | 9 octobre 2014                            | Grand Stade de Marrakech, Marrakech, Maroc                   | Centrafrique                              | 3-0                                       | 4-0                                       | Match amical                              |                                           |
| 9                                         | 13 octobre 2014                           | Grand Stade de Marrakech, Marrakech, Maroc                   | Kenya                                     | —                                         | 3-0                                       | Match amical                              |                                           |
| 10                                        | 13 novembre 2014                          | Stade Adrar, Agadir, Maroc                                   | Bénin                                     | 3-0                                       | 6-1                                       | Match amical                              |                                           |
| 11                                        | 16 novembre 2014                          | Stade Adrar, Agadir, Maroc                                   | Zimbabwe                                  | —                                         | 2-1                                       | Match amical                              |                                           |
| 12                                        | 28 mars 2015                              | Stade Adrar, Agadir, Maroc                                   | Uruguay                                   | —                                         | 0-1                                       | Match amical                              |                                           |
| 13                                        | 12 juin 2015                              | Stade Adrar, Agadir, Maroc                                   | Libye                                     | 1-0                                       | 1-0                                       | Qualifications à la Coupe d'Afrique 2017  |                                           |
| 14                                        | 5 septembre 2015                          | Estádio Nacional 12 de Julho, São Tomé, Sao Tomé-et-Principe | Sao Tomé-et-Principe                      | —                                         | 0-3                                       | Qualifications à la Coupe d'Afrique 2017  |                                           |
| 15                                        | 9 octobre 2015                            | Stade Adrar, Agadir, Maroc                                   | Côte d'Ivoire                             | —                                         | 0-1                                       | Match amical                              |                                           |
| 16                                        | 12 octobre 2015                           | Stade Adrar, Agadir, Maroc                                   | Guinée                                    | 1-1                                       | 1-1                                       | Match amical                              |                                           |
| 17                                        | 12 novembre 2015                          | Stade Adrar, Agadir, Maroc                                   | Guinée équatoriale                        | —                                         | 2-0                                       | Éliminatoires Coupe du monde 2018         |                                           |
| 18                                        | 15 novembre 2015                          | Stade Nkoantoma, Bata, Guinée équatoriale                    | Guinée équatoriale                        | —                                         | 1-0                                       | Éliminatoires Coupe du monde 2018         |                                           |
| 19                                        | 26 mars 2016                              | Estádio Nacional de Cabo Verde, Praia, Cap-Vert              | Cap-Vert                                  | —                                         | 0-1                                       | Qualifications à la Coupe d'Afrique 2017  |                                           |
| 20                                        | 29 mars 2016                              | Grand Stade de Marrakech, Marrakech, Maroc                   | Cap-Vert                                  | —                                         | 2-0                                       | Qualifications à la Coupe d'Afrique 2017  |                                           |
| 21                                        | 27 mai 2016                               | Stade Ibn Batouta, Tanger, Maroc                             | Congo                                     | —                                         | 2-0                                       | Match amical                              |                                           |
| 22                                        | 15 novembre 2016                          | Grand Stade de Marrakech, Marrakech, Maroc                   | Togo                                      | —                                         | 2-1                                       | Match amical                              |                                           |
| 23                                        | 9 janvier 2017                            | Stade Tahnoun bin Mohammed, Al-Aïn, Émirats arabes unis      | Finlande                                  | —                                         | 0-1                                       | Match amical                              |                                           |
| 24                                        | 16 janvier 2017                           | Stade d'Oyem, Oyem, Gabon                                    | RD Congo                                  | —                                         | 1-0                                       | Coupe d'Afrique 2017                      |                                           |
| 25                                        | 20 janvier 2017                           | Stade d'Oyem, Oyem, Gabon                                    | Togo                                      | —                                         | 3-1                                       | Coupe d'Afrique 2017                      |                                           |
| 26                                        | 29 janvier 2017                           | Stade de Port-Gentil, Port-Gentil, Gabon                     | Égypte                                    | —                                         | 1-0                                       | Coupe d'Afrique 2017                      |                                           |

## Palmarès

### En club
PAOK Salonique
- Championnat de Grèce (1)
  - Champion : 2019
- Coupe de Grèce (3)
  - Vainqueur : 2018, 2019 et 2021

### Distinctions personnelles
- Dans l'équipe type de la décennie du Torino FC en 2019